# Hessenkolleg
Hessenkollegs sind seit 1959 bestehende Einrichtungen der Erwachsenenbildung bzw. des Zweiten Bildungswegs, die in Hessen in drei- bis dreieinhalbjähriger Ausbildung zum Abitur, bzw. in zwei- bis zweieinhalb Jahren zur Fachhochschulreife, führen sollen. Eine Besonderheit stellt dabei das Hessenkolleg in Wiesbaden dar, in dem schon seit 1998 das Abitur in zwei Jahren erlangt werden kann, einschließlich der Einführungsphase.
Insgesamt existieren vier Hessenkollegs:
- Hessenkolleg Wiesbaden, seit 1959
- Hessenkolleg Frankfurt, seit 1960
- Hessenkolleg Kassel, seit 1962
- Hessenkolleg Wetzlar, seit 1963

Als fünftes Kolleg wurde 1964 das Hessenkolleg Rüsselsheim eingerichtet, das 1996 mit dem Hessenkolleg Wiesbaden zusammengelegt wurde.

## Aufnahmebedingungen
Um in ein Hessenkolleg aufgenommen zu werden, muss der Bewerber mindestens 18 Jahre alt sein, eine Berufsausbildung abgeschlossen haben oder eine zweijährige Berufstätigkeit nachweisen können.
Außerdem muss er den Hauptschulabschluss besitzen. Die Führung eines Familienhaushaltes ist dabei der Berufstätigkeit gleichgestellt, auch Arbeitslosigkeit wird bis zu einem Jahr auf den Nachweis der Berufstätigkeit angerechnet.
Die Aufnahme in ein Hessenkolleg erfolgt nach einer Überprüfung der Vorkenntnisse und einem Beratungsgespräch durch die Schulleitung. Gegebenenfalls muss ein halbjähriger Vorkurs besucht werden.

## Unterricht
Im Gegensatz zum Abendgymnasium wird an einem Kolleg der Unterricht tagsüber erteilt und entspricht somit dem Unterricht an ganz normalen Schulen.
Studierende eines Kollegs können BAföG beantragen, da sie keinen Beruf neben der Ausbildung ausüben können.